# Paracyprichromis nigripinnis
Paracyprichromis nigripinnis là một loài cá thuộc họ Cichlidae. Nó là loài đặc hữu của Lake Tanangyika, phía đông Africa.